# Carsington
Carsington är en ort och civil parish i Storbritannien.  Den ligger i distriktet Derbyshire Dales i grevskapet Derbyshire i England, i den södra delen av landet, 200 km nordväst om huvudstaden London. Carsington ligger 227 meter över havet och antalet invånare är 111.
Terrängen runt Carsington är platt åt sydväst, men åt nordost är den kuperad. Runt Carsington är det tätbefolkat, med 308 invånare per kvadratkilometer. Närmaste större samhälle är Derby, 19,9 km sydost om Carsington. Omgivningarna runt Carsington är en mosaik av jordbruksmark och naturlig växtlighet.